# Kovács Szilárd
Kovács Szilárd Ferenc (Karcag, 1976. június 30. –) magyar orgonaművész, egyházzenész, zeneelmélet-tanár, a Pécsi Tudományegyetem oktatója, a Pécsi Bazilika zeneigazgatója.

## Tanulmányai
Zenei tanulmányait a szolnoki Bartók Béla Zeneiskolában kezdte trombita szakon, majd ezzel a hangszerrel tett zenei érettségi vizsgát 1994-ben a Debreceni Kodály Zoltán Zeneművészeti Szakközépiskolában. Felsőfokú stúdiumait a Budapesti Liszt Ferenc Zeneművészeti Főiskola Debreceni Tagozatán kezdte meg, előbb zeneelmélet, majd orgona, végül egyházzene szakokon. Mindhárom területen oklevelet is szerzett. A graduális képzést követően 2006 és 2008 között a Bécsi Zeneakadémián folytatott posztgraduális tanulmányokat, tudományos fokozatát pedig 2011-ben a Jyväskyläi Egyetem Zenei Fakultásán szerezte meg.
Formálódó zenei személyiségére nagy hatást gyakoroltak tanárai. Orgonistaként dr. Dobiné dr. Jakab Hedvig, prof. Karasszon Dezső és prof. Martin Haselböck, zeneelmélet-tanárként és zeneszerzőként S. Szabó Márta és prof. Gárdonyi Zsolt.
Mesterkurzusokon való részvétel:
- 2000 – Ernen, Szathmáry Zsigmond (Freiburg) orgona mesterkurzusa (régizene tematika)
- 2000 – Debrecen, Douglas Bush[9] (USA) orgona interpretációs kurzusa (Bach)
- 2002 – Debrecen, prof. Dr. h.c. Gárdonyi Zsolt (Würzburg) zeneelmélet-kurzusa (20. sz.)
- 2003 – Budapest, Szathmáry Zsigmond (Freiburg) orgona interpretációs kurzusa (Bach-Liszt)
- 2007 – Altenberg Odenthal, prof. Wolfgang Seifen (Berlin) mesterkurzusa
- 2008 – Bécs, prof. Dr. Hans Haselböck (Bécs) improvizációkurzusa
- 2017 – Tiszakécske, prof. David Titterington[10] interpretációs mesterkurzusa, tematika: angol barokk orgonazene.

## Előadóművészi tevékenység
Az 1999-es budapesti Liszt Ferenc Nemzetközi Orgonaverseny dobogóján állva, a verseny legjobb magyar versenyzőjeként már a 2000-es évek elején bekerült a hazai és külföldi koncertélet vérkeringésébe. Idáig több száz orgonahangversenyt adott, Magyarország összes jelentős orgonáján játszott, sok helyen rendszeresen visszatérő vendég. Az európai helyszíneken (Németország, Svájc, Franciaország, Románia, Szlovákia, Szerbia, Dánia, Ausztria, Olaszország) túl vendégszerepelt az Amerikai Egyesült Államokban.
Kamaramuzsikusként a következő karmesterekkel működött együtt: Arany János, Peter Broadbent, Erdei Péter Archiválva 2022. december 16-i dátummal a Wayback Machine-ben, Gál Tamás, Gazda Péter, Kéry Mihály, Molnár Éva, Nemes László, Szabó Dénes, S. Szabó Márta, Szabó Sipos Máté, Tamási László, Vásáry Tamás.

## Zeneszerzői tevékenység
Alapvetően egyházzenei művek komponálásával foglalkozik, fő területe a liturgikus orgonajáték. A Laudate Dominum című előjáték-gyűjteménye 2007-ben, majd a bővített kiadása 2017-ben jelent meg. A kötetben a 18. századi korálelőjátéktípusok katolikus énekekre való alkalmazására ad mintát. Jelenleg is egy hasonló témájú nagyszabású projekten dolgozik, 2021-re készül el a Magyar orgonakönyvecske Archiválva 2019. november 5-i dátummal a Wayback Machine-ben című munkájával, amelyben Johann Sebastian Bach Orgelbülchlein ciklusának kompozíciós mintáit alkalmazza ma használatos katolikus és ökumenikus énekekre. A mű alkalmazási lehetőségeit tekintve hármas funkciót céloz meg: orgona-, zeneszerzés és improvizációs iskola lesz egyben.
A liturgikus orgonaműveken kívül komponál kamaraműveket, kórusműveket (miséket, motettákat), más hangszerre írt szólódarabokat. Utóbbira példa a Pécs-Seattle testvérvárosi együttműködés jegyben született Magyar rondó (2017), melyet a megrendelő zongoraművész, Angelo Rondello Seattle testvérvárosaiban, illetve Amerikában is bemutatott.
A nem liturgikus funkciójú szóló orgonaműveire egyszerre jellemző a virtuozitás és hangszerszerűség.
Művei közül közel 100 bejegyzésre került az Artisjusnál.

### Intrada ősbemutatója (rekordkísérlet)
Az Országos Filharmónia felkérésére a 2019-es Orgonák éjszakája eseményre Kovács egy kétperces orgonaművet komponált. A kompozíció megszületésének célja, hogy az orgonazenére irányítsa a figyelmet, illetve az ősbemutató-rekordkísérlet (egy időpontban párhuzamosan a legtöbb helyen és legtöbb orgonista által bemutatott kortárs magyar orgonamű) formájában az orgonista társadalom egységét erősítse és mutassa a nyilvánosság számára.
A mű két különböző változatban készült el, egy könnyebb manualiter formában és egy nehezebb, illetve nagyobb hangszert igénylő pedaliter alakban. A két változatra azért volt szükség, hogy a 2019. július 20-án 19:00 órakor történő párhuzamos ősbemutatásban minél több orgonista vehessen részt.
Az alábbi művészek és tanulók csatlakoztak a kísérlethez: Alföldi Csaba, Balázs Márk, Bán István, Bednarik Anasztázia, Benedek András, Berkes-Ébert Márton, Bohner Anna, Bontovics Jánosné Rába Mária, Deák László, Dékány András György, Dezső Dario, Dóbisz Áron, Dobos Mihály Ödön, Elek Péter, Fassang László, Gyüre Bálint, Hadarits Diána, Hajnal-Farkas Zsófia, Hajnal András, Herczeg Zoltán, Hibszky Dávid, Hosszú Ferencné, Jónás Leonard, Kecskés Mónika, Keszler Ákos, Király Emőke Mária, Kissné Baranyai Éva, Kozma Tünde, Kórodi Sándor, Kosóczki Tamás, Kovács Szilárd, Kővári Péter, Kurucz Borbála, Kun Rajmund, Lakner-Bognár András, Lucz Ilona, Magyar Zoltánné, Maróti Gábor, Matuz Csilla, Mekis Péter, Mészáros Zsolt Máté, Németh Zsuzsa, Pércsy Kornélia, Perneczky Balázs, Polgár Péter, Pődör Lea, Ruppert István, Sárosi Dániel, Simon Bálint, Somay Nándor, Somogyi-Tóth Dániel, Soós János, Szabó Levente, Szamosi Szabolcs, Szeghalmi Emese, Szilágyi Gyula, Szilágyi Péter, Takács Barbara, Teleki Miklós, Urbán Péter, Zsilinszky Cecília.
Mészáros Zsolt Máté egy egyéni rekordkísérletet is vállalt a darabbal, 2019. július 20-án Budapest több orgonáján is megszólaltatta a kompozíciót, majd az egészből egy videó-montázst is készített.
Dr. Maróti Gábor atya elemzése itt olvasható.

## Oktatói tevékenység
- Kodály Zoltán Zeneművészeti Szakközépiskola, Orgona Tanszak (2001-2003)
- Debreceni Egyetem Zeneművészeti Kar, Szolfézs-zeneelmélet, Karvezetés Tanszék, Zongora Tanszék/Orgona Tanszak (2003-2014)
- Pécsi Egyetem Művészeti Kar, Szóló hangszerek Tanszék, Orgona Tanszak és Zeneelmélet Tanszak (2014-től)

Oktatott tárgyak (2003-tól): orgona főtárgy, orgona kötelező tárgy, orgonaismeret, zeneelmélet főtárgy, szolfézs főtárgy, stílusismeret-analízis (főtárgy), transzponálás és partitúraolvasás, continuo, liturgikus orgonajáték, gregorián.

### Egyéb oktatási tevékenység
- Továbbképzések a nyíregyházi Vikár Sándor Zeneiskolában (2004, 2006)
- Budapesti Harmat Artúr Központi Kántorképző Tanfolyam, orgona és harmónium tárgyak tanítása (1996-1998)
- Debreceni Katolikus Kántorképző Tanfolyam, orgona, zeneelmélet és liturgikus orgonajáték tárgyak (1999-2001, 2012-2013)
- Debreceni Református Kántorképző Tanfolyam, orgona tárgy  (2011)
- Pécsi Egyházmegye Kántorképzőjének vezetője és tanára (2013-től)

### Zsűrizések
- X. Kodály Zoltán Országos Zeneiskolai Szolfézs- és Népdaléneklési Verseny (Debreceni Területi Válogató, 2008)
- XI. Országos Kodály Zoltán Szolfézs- és Népdaléneklési Verseny (Pécsi Területi Válogató, 2014)
- I. Musica Sacra Egyházzenei Énekverseny, zsűrielnök (Szent Mór Iskolaközpont, 2017)
- III. Dunántúli Orgonaverseny (Veszprém, 2018)
- II. Musica Sacra Egyházzenei Énekverseny, zsűrielnök (Szent Mór Iskolaközpont, 2018)
- Országos Zeneiskolás Orgonaverseny (Győr, 2019)
- IV. Dunántúli Orgonaverseny (Veszprém, 2019)
- V. Dunántúli Orgonaverseny (Veszprém, 2020)

## Kitüntetések, díjak
- 3.  díj, Liszt Ferenc Nemzetközi  Orgonaverseny, 1999, Filharmónia
- Legjobb magyar versenyzőnek járó különdíj, Liszt Ferenc Nemzetközi  Orgonaverseny, 1999, Filharmónia
- Fischer Annie Zenei Előadóművészi Ösztöndíj, 2002, Filharmónia
- Fischer Annie Zenei Előadóművészi Ösztöndíj, 2003, Filharmónia
- Magyar Állami Eötvös Ösztöndíj, 2006, Balassi Intézet
- Debrecen Kultúrájáért Díj, 2007, Kulturális Bizottság (Debrecen)
- Magyar Állami Eötvös Ösztöndíj, 2008, Balassi Intézet
- 3. díj, Zeneszerzőverseny, 2014, Magyar Evangélikus Egyház Reformáció  Emlékbizottsága
- díj a Magyar mise című kompozíció kiemelkedő zeneszerzői  megoldásaiért, különleges harmóniavilágáért, Zeneszerzésverseny, 2018, Nemzetközi Eucharisztikus Kongresszus  Ordináriumbíráló Bizottsága
- díj a Missa Quinqueecclesiensis című kompozíció kiemelkedő  zeneszerzői megoldásaiért, különleges harmóniavilágáért, Zeneszerzésverseny, 2018, Nemzetközi Eucharisztikus Kongresszus Ordináriumbíráló  Bizottsága
- Alkotói Ösztöndíj, 2018-2021, Magyar Művészeti Akadémia
- A Müpa 15 éves jubileumi zeneműpályázatán díjazták Kovács Szilárd Ferenc Cantate Domino című kórusművét (2021)
- A Filharmónia Magyarország Nonprofit Kft. által a 2022-es Orgonák Éjszakájára kiírt orgonamű pályázaton Kovács Szilárd Ferenc: Festival Fanfare - Hommage à Kodály Zoltán című kompozíciója II. díjat nyert.
- A Veszprém-Balaton 2023 Európa Kulturális Fővárosa rendezvénysorozat keretében a Veszprémi Főegyházmegye és a Filharmónia Magyarország Nonprofit Kft. által kiírt zeneszerzői pályázaton Kovács Szilárd Ferenc Gizella-miséje I. díjat, Gizella-fanfárja II. díjat nyert.

## Publikációk listája
2001
- Haec dies - Gregorián és polifon egyházzene a húsvéti időben – a Szent Laszló Kórus CD lemeze, közreműködés orgonistaként

2002
- Kölcsey Ferenc Református Tanítóképző Főiskola CD lemeze - felkészítő tanári és előadóművészi közreműködés

2006
- Változatok egy magyar népénekre – Hommage à M. Dupré – kotta, magánkiadvány, Debrecen Rexpo Kft.

2007
- Laudate Dominum – Magánkiadvány, Debrecen Rexpo Kft. (71 oldal, OMCE és püspöki ajánlás)

2009
- Organum Incarnationis – Audio CD

2010
- A Bárdos Szimpózium – 25 év - 25 előadás, kottaszerkesztői munkálatok a jubileumi kiadásban
- REFORMÁTUS KORÁLKÖNYV, I. GENFI ZSOLTÁROK - szerkesztőbizottsági tagság

2011
- Karácsonyi orgona-improvizációk – Audio CD, km. a Svetits Katolikus Általános Iskola Énekkara

2013
- J. S. Bach: O Traurigket, o Herzeleid  BWV Anh. I 200 rekonstrukciója – kotta, magánkiadvány, Printer Center Kft, Debrecen
- Imádság az én lelkem, Jubileumi összeállítás a Debreceni Református Kollégium kórusainak előadásában, audio-CD, Kovács Szilárd: Négy kép (2013) című orgonaművének (a kompozíció Berkesi Sándor karnagy úr felkérésére íródott) első felvétele a szerző előadásában
- Zenei ízlésformálás az orgonapadról, avagy a kántor mint nevelő, PARLANDO – Zenepedagógiai folyóirat, 2013/4. szám
- Kovács Szilárd: Magyar mise[halott link] (2011)

2014
- Nagy hálát adjunk! – Új magyar kórusművek a Reformáció 500. évfordulójára, Luther Kiadó, 2014, Ősbemutató

2015
- Kovács Szilárd: Magyar mise (2011 – vegyeskari változat, Főnix Zeneműhely, Debrecen, 2015, ISMN: 979-0-9005293-1-2
- Kovács Szilárd: Ave Maria (2013) – vegyeskari változat, Főnix Zeneműhely, Debrecen, 2015, ISMN: 979-0-9005293-0-5

2016
- Szigeti Kilián: Missa Hungarica újraharmonizálása, A művet a Győri Hittudományi Főiskola Egyházzene Tanszéke rendelte meg az eredeti kompozíció ötvenéves jubileuma alkalmával, és a Hommage az intézmény gondozásában jelent meg.
- In memoriam dr. Hergenrőder Miklós Válogatás a Pécsi Székesegyházi Énekiskola harmadik igazgató karnagyának repertoárjából (1962– 1988) - Audio-CD. Előadók: a Pécsi Székesegyház Palestrina Kórusa és a Schola Cantorum Sopianensis, vez.: Jobbágy Valér, orgonán közreműködik: Kovács Szilárd Ferenc, kiadó: Glatt Ignác Hagyományőrző Közhasznú Egyesület, Pécs 2016

2017
- Riport Kovács Szilárd orgonaművésszel (Preaconia, Liturgikus szakfolyóirat, XII. évfolyam 2017/1. szám)
- Martinek Imre: Jubileumi koncertsorozat a határon túl (Hét Nap, 2017. június 14. – LXXII. évf. – 24. szám)
- És harmadnapon feltámadott (zenei elmélkedés)
- Laudate Dominum (második, bővített kiadás, Főnix Zeneműhely, ISMN: 978-615-5632-61-7)

2018
- Újra megjelent a „Laudate Dominum” című hiánypótló egyházzenei kiadvány (Magyar Kurír)
- Mostantól magyarul is énekelhetjük az isteni irgalmasság rózsafüzérét (Magyar Kurír)
- Három ökumenikus ének – Alternatív letétek és intonációk (Főnix Zeneműhely, Debrecen, 2018)
- A Pécsi Bazilika zeneigazgatója a trombitát orgonára cserélte – Tanít, szervez, misét ír (riporter: Mészáros B. Endre, Új Dunántúli Napló, 2018. December 6., XXIX. évfolyam, 283. szám)

2019
- Intonáció és alternatív letétek az "Itt jelen vagyon az Istennek Fia" énekhez
- Interjú Kovács Szilárd Ferenc orgonaművésszel (riporter: Magyar Kornél, Magyar Katolikus Rádió, 2019. szeptember 27.)